# Martín Vizcarra
Martín Vizcarra (Lima, 1963. március 22. –) perui politikus, 2018-tól 2020-ig az ország elnöke. 2020. november 9-én a perui Kongresszus közjogi felelősségre vonási eljárás keretében leváltotta tisztségéből.
Vizcarrát 2016-ban választották meg alelnöknek, és Pedro Pablo Kuczynski elnök 2018-as lemondásakor lett a dél-amerikai ország vezetője.